# Bünzau
Die Bünzau ist ein rechter (nördlicher) Nebenfluss der Stör in Schleswig-Holstein.
Der Fluss hat eine Länge von 15,7 km, der Höhenunterschied beträgt 10 Meter. Sie entsteht nördlich von Innien aus dem Zusammenfluss von Buckener Au und Fuhlenau, wobei die Buckener Au der längere Quellfluss ist. Die Bünzau ist ein Sandgeprägter Tieflandbach. Wichtige Nebenflüsse sind Höllenau und Bredenbek.
Die Bünzau war bis zirka 1870 schiffbar für die damals üblichen Kähne. Damit wurde vom Bünzer Hafen Holz von Aukrug nach Süden zur Stör und weiter zur Elbe transportiert.

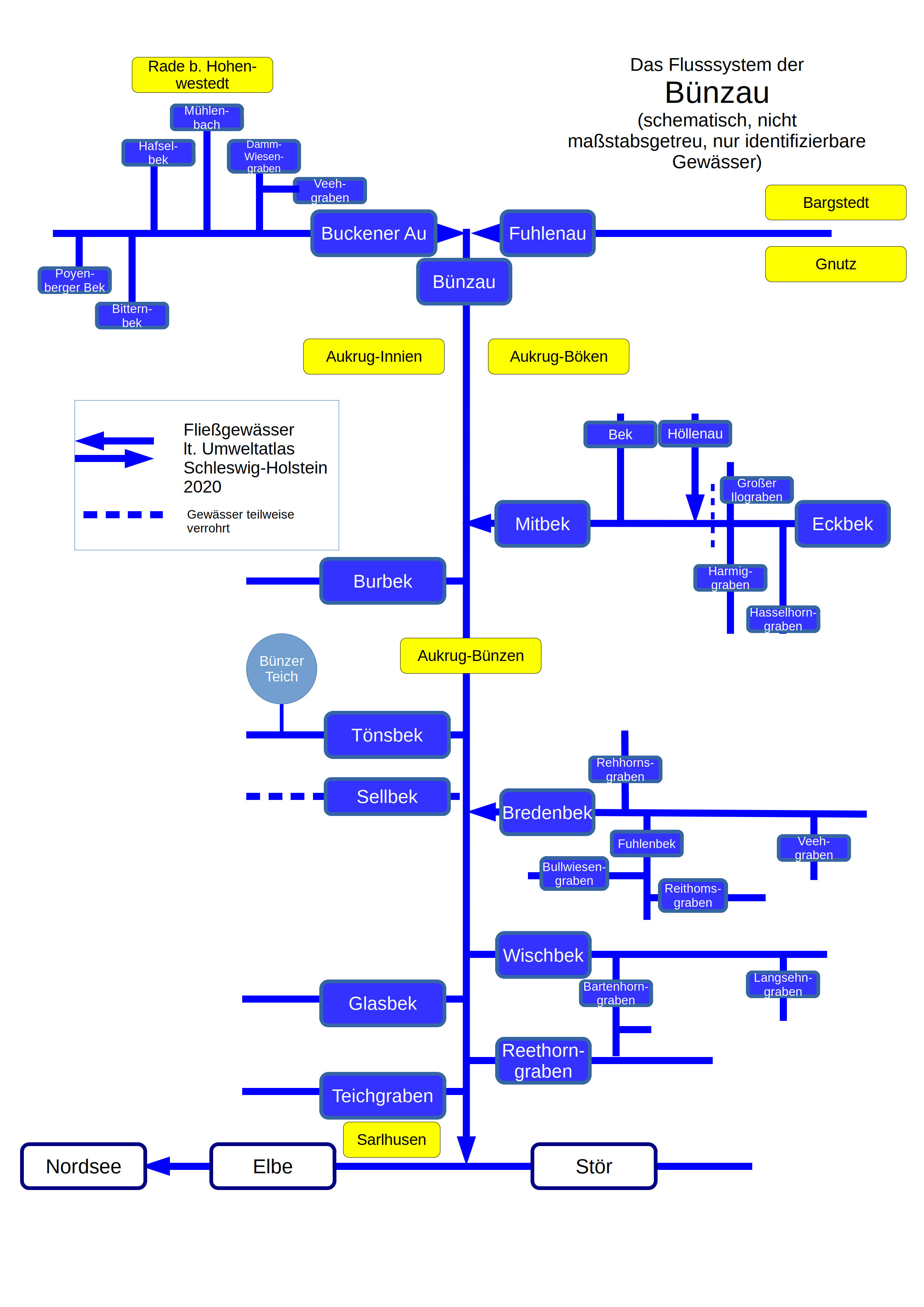
Flusssystem der Bünzau (schematisch)
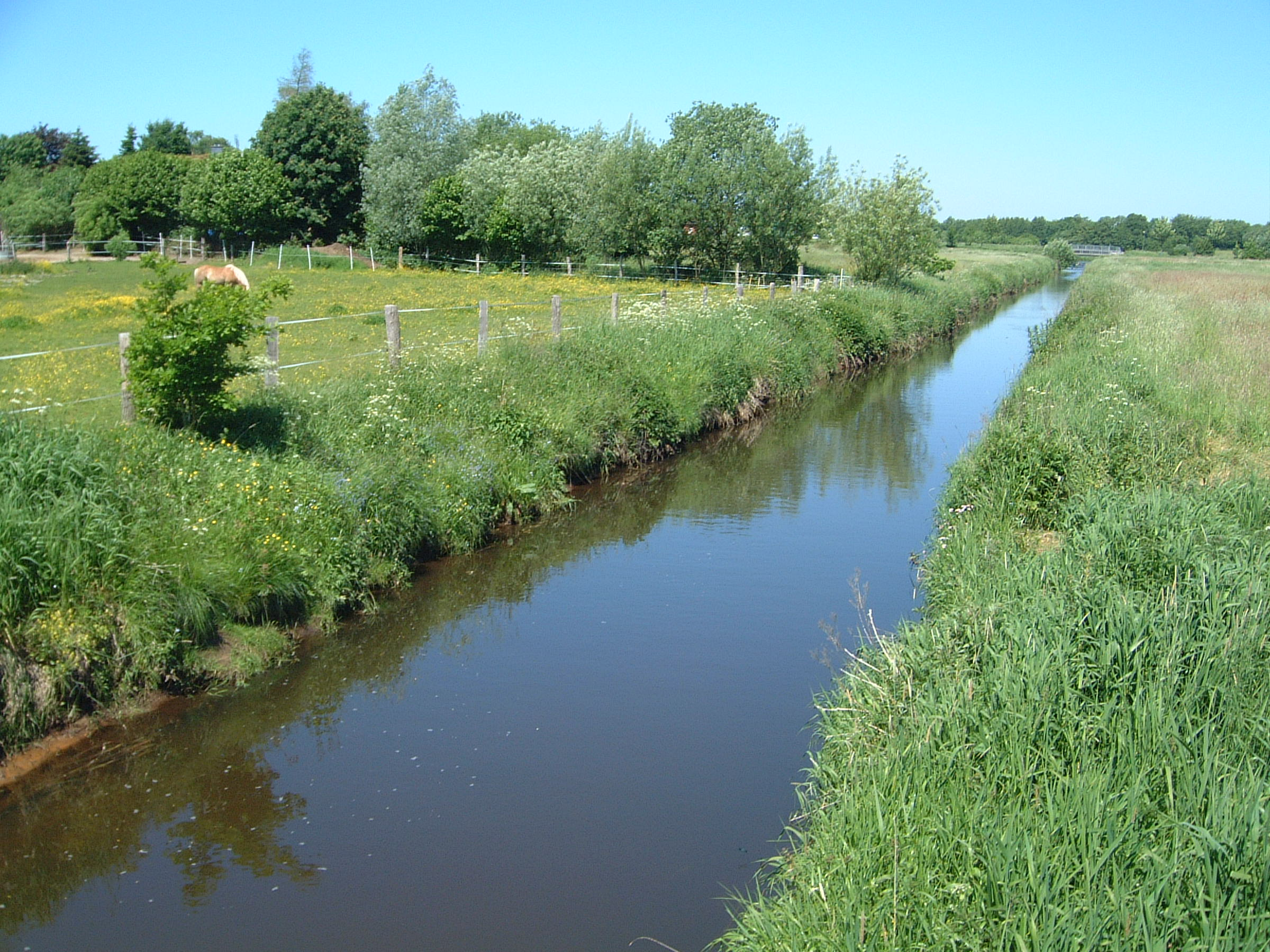
Bünzau im Sommer …
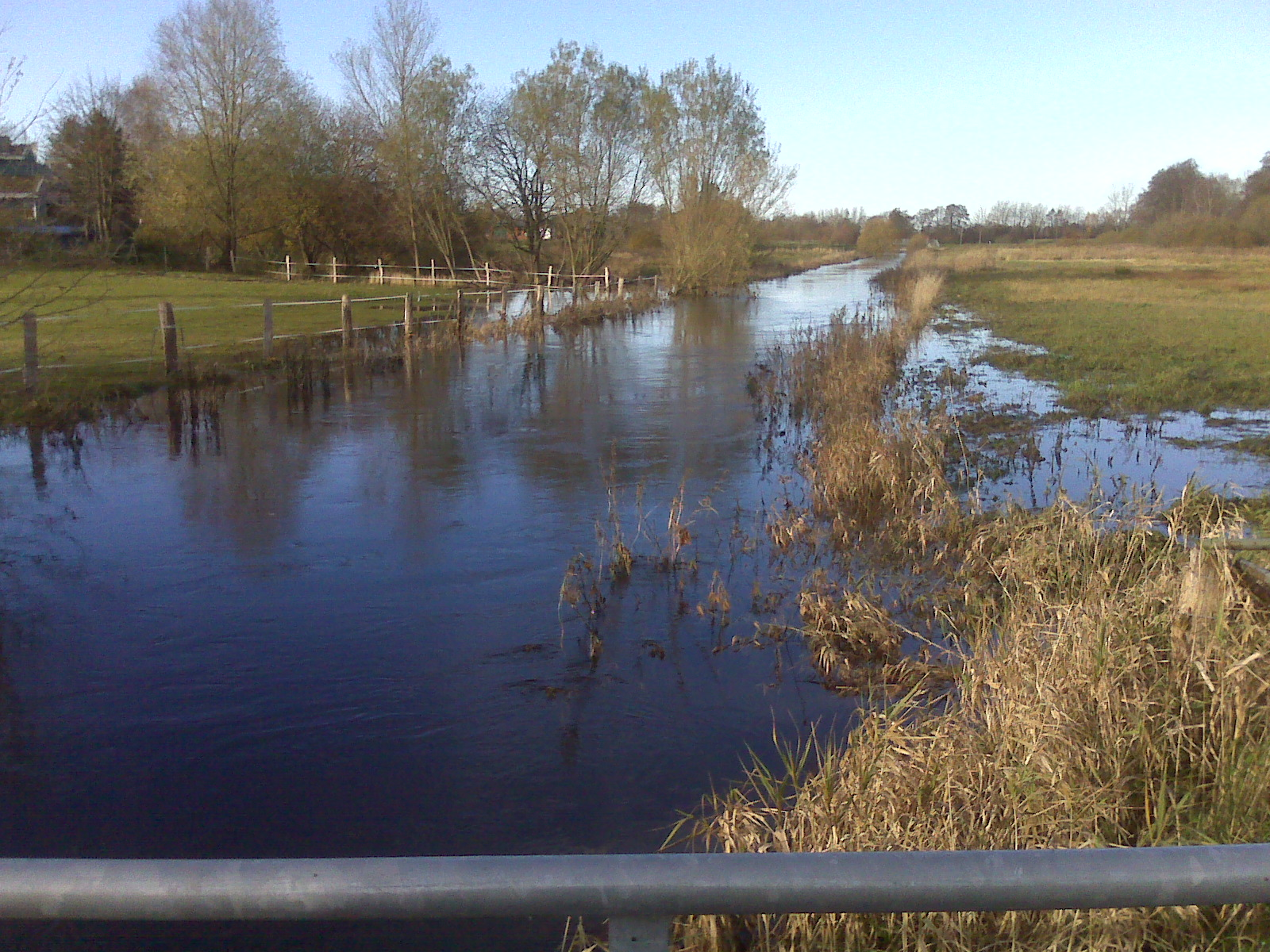
… und im Herbst nach starkem Regen
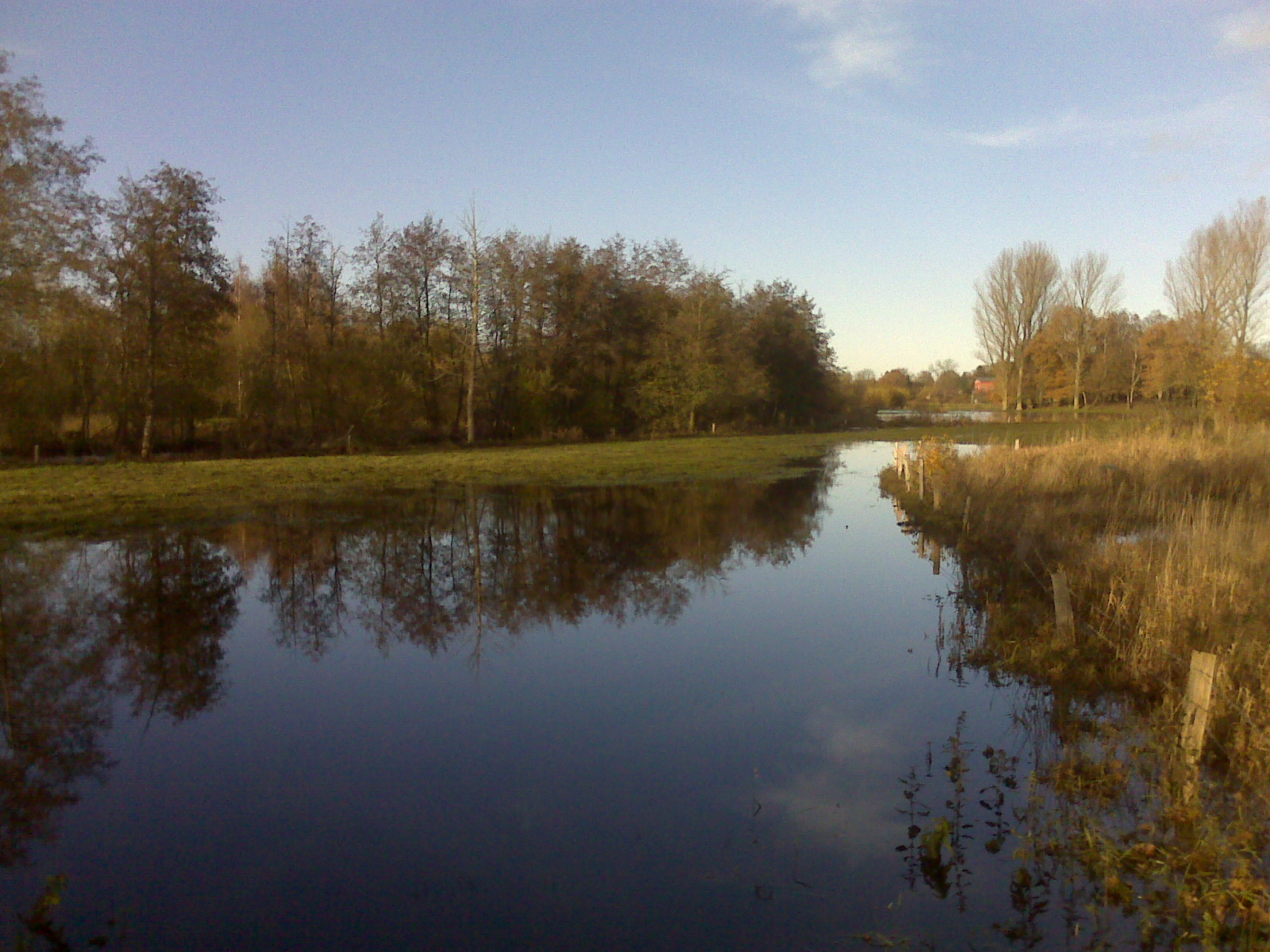
Tal der Bünzau bei „Hochwasser“
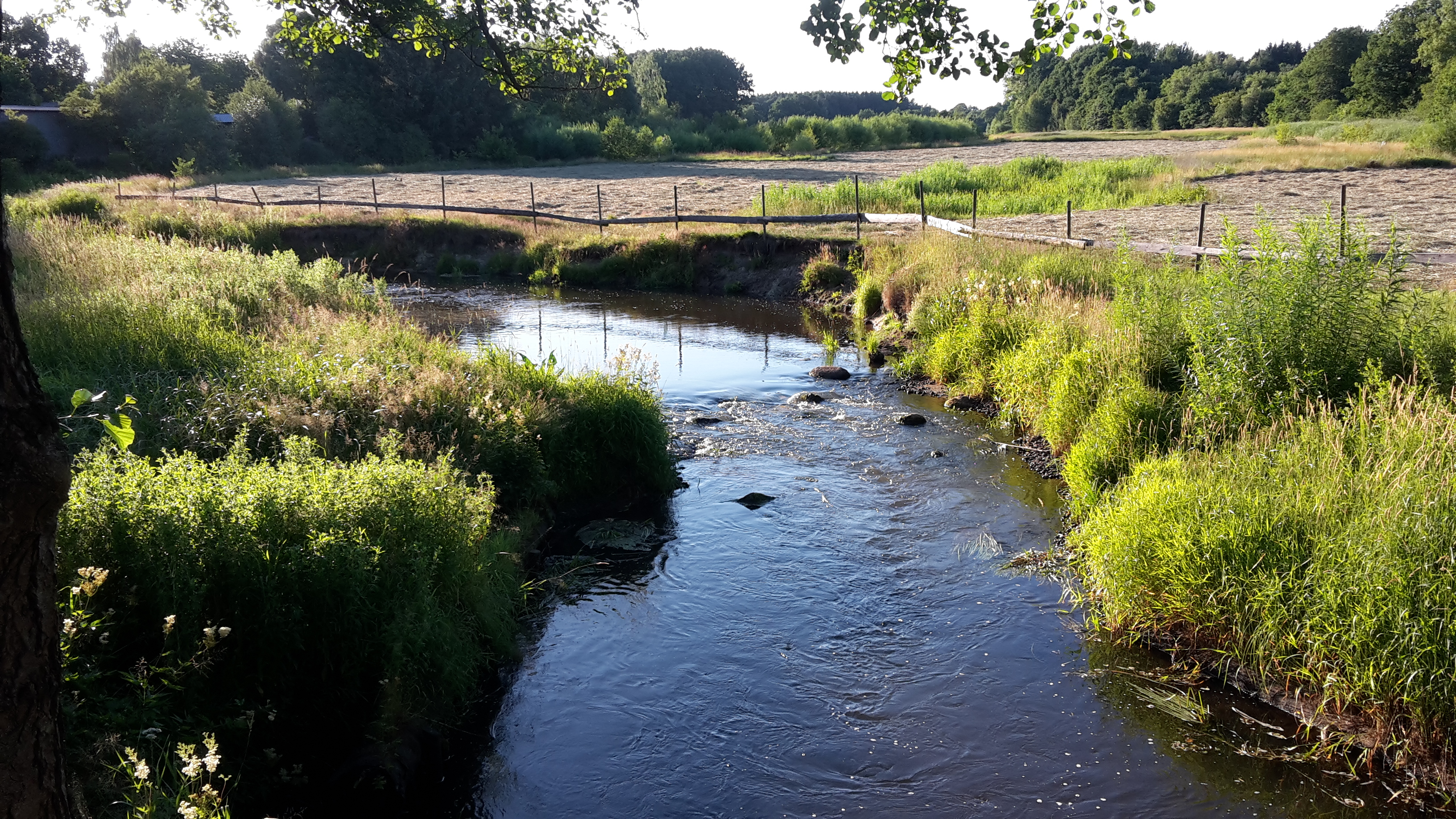
Die Bünzau im Ortsteil Aukrug-Bünzen